# Ikarus 283
Az Ikarus 283 az Ikarus Karosszéria- és Járműgyár egyik csuklós busza, melyből 1003 darab készült el. A 18 méteres autóbusz motorja az Ikarus 280-as alaptípushoz hasonlóan az „A” és a „B” tengely között helyezkedik el, a „B” tengelye hajtott, de a „C” tengely nem kényszerkormányozott, így a fordulókör átmérője nagyobb. A hátsó ikerkerekek a nagyobb tengelyterhelést ellensúlyozzák.
A legtöbb legyártott busznak a második ajtaja a szokásosnál előrébb található a nagyobb helyigényű MAN motor miatt. Szóló változata az Ikarus 263-as, jobb kormányos változata pedig az Ikarus 285-ös.

## Magyarország
A legyártott autóbuszok közül csak négy darab maradt itthon. Székesfehérváron az Alba Volán két 283.10-essel rendelkezett, egyiket 2011-ben selejtezték, a másik 2015-től a jogutód KNYKK tulajdonában található és 2018 februárjában még forgalomban volt.
Salgótarjánban a Nógrád Volán színeiben egy K2-es prototípus jármű közlekedett 1995-től 2010-ig.
Egy másik K2-es prototípusból a nyíregyházai Trans-Tour Kft. is rendelkezett, ezt 2008-ban selejtezték.
Az utolsó magyar Ikarus 283-as Tatabányán közlekedett.

## Észtország
Tallinnban 14 darab 283.00-s közlekedett, melyeket 1991-ben és 1995-ben vásároltak, és 2003-ig mindet selejtezték.

## Oroszország
A típusból a legtöbbet Oroszország vásárolta meg, a 283.00-sok Moszkvában, a 283.10-esek a Jekatyerinburgban álltak forgalomba, de néhány busz további városokba is eljutott. A moszkvai 17248-es számú autóbuszt felújítás után nosztalgiajárműként tartják.
Moszkvában 1991-ben öt darab 283-ast trolibusszá alakítottak át.

## Szlovákia
A típus csak Pozsonyban közlekedett, ahova 1991-ben 21 darab bolygóajtós 283.01-es busz érkezett. Az első selejtezés 1995-ben egy súlyos baleset miatt következett be. 1997-ben a 4511-es pályaszámú busz leégett, ezt szintén selejtezték. Az ezredfordulón 12 autóbusz nagyjavításon esett át, majd 2008-ig mindet kivonták a forgalomból, helyüket Mercedes és SOR buszok vették át, de a 1512-es pályaszámú darabot félretették és a nosztalgiaüzem része lett. A pozsonyi közlekedési vállalat szerint az utasok és a járművezetők körében is népszerű volt a típus, egyrészt a megbízhatósága miatt, másrészt a befogadóképessége miatt.

## Tunézia
1997-ben tunéziai Szúsza szeretett volna 283-asokat vásárolni, de a magas vámok miatt a magyar gyár csak fenékvázat és alkatrészeket szállított le az afrikai országba, melyekből a helyi STIA gyárban szereltek össze kész buszokat. Ezek a járművek az Ikarus-STIA 283-as típusjelzést viselték. 2004-ig 435 darab autóbusz készült ezzel a módszerrel, 50 busz DAF motorral, a maradék pedig Rába D10 motorral. A különböző motorú járműveket kívülről is fel lehetett ismerni, a DAF motoros változatúnál egy darab ajtó volt elöl, kettő pedig a csukló után, a Rába motorosnál pedig pont fordítva. A járművek közül pár darab még forgalomban volt 2017 elején.

## Ikarus C83
2001-ben Ikarus C83 néven próbálkoztak meg a felújított változattal, melyből végül csak 5 darab készült el.

## Modellváltozatok
| Altípus jelzése | Részére        | Ajtóelrendezés                        |
| --------------- | -------------- | ------------------------------------- |
| 283.K2          | prototípus     | 2-0-2-2 bolygóajtó 2-2-2-2 bolygóajtó |
| 283.K3          | prototípus     | 2-0-2-0 bolygóajtó                    |
| 283.00          | Moszkva        | 2-2-2-2 bolygóajtó                    |
| 283.01          | Pozsony        | 2-2-2-2 bolygóajtó                    |
| 283.10          | Jekatyerinburg | 2-2-2-2 bolygóajtó                    |
| 283 STIA        | Szúsza         | 2-0-2-2 bolygóajtó 2-2-0-2 bolygóajtó |